# 베쓰카이정
베쓰카이정(일본어: 別海町)은 일본 홋카이도 네무로 진흥국 관내의 노쓰케군에 있는 정이다.
정명의 유래는 아이누어의 ‘벳카이’(Бэт Кaий, 강이 꺾이는 곳)이다.

## 지리
기타미시, 아쇼로군 아쇼로정, 구시로시, 몬베쓰군 엔가루정에 뒤이어 도내 시정촌 중에서 5번째로 면적이 넓다. 정사무소는 벳카이에 위치한다. 서부 지구는 벳카이 시가지보다 시베차정 시가지가 더 가깝다.
대부분은 원야가 열린 구릉지대로 홋카이도스러운 목장 풍경이 펼쳐진다. 동부는 노쓰케 수도와 접하고 북방영토를 바라본다. 남서부에는 육상자위대 북부방면대 제5여단 벳카이 주둔지(야우스베쓰 연습장)가 있다.

## 역사
- 1923년 4월 1일 - 노쓰케군 베쓰카이촌, 노쓰케촌, 히라이토촌, 네무로군 니시베쓰촌, 하시리코탄촌, 아쓰베쓰촌 등 6개 촌이 합병해 베쓰카이촌이 되었다.
- 1933년 - 정사무소를 혼베쓰카이 지구에서 니시베쓰 지구(현 베쓰카이 지구)로 이전했다.
- 1971년 - 정으로 승격해 베쓰카이정이 되었다.

## 경제
평야부에서는 낙농업, 혼베쓰카이·오다이토 등 연안에서는 어업(연어, 홍대구, 홋키조개, 바지락, 가리비)이 활발하다. 일본 1위의 생우유 생산량으로 연간 생산량은 43만 톤에 달한다. 고급 아이스크림의 원료 공급지로 유명하다.

## 교통

### 철도
- 홋카이도 여객철도
  - 센모 본선
  - 네무로 본선

### 도로
- 국도 제243호선
- 국도 제244호선
- 국도 제272호선(일본어판)

## 기후
| 베쓰카이정의 기후                                            | 베쓰카이정의 기후 | 베쓰카이정의 기후 | 베쓰카이정의 기후 | 베쓰카이정의 기후 | 베쓰카이정의 기후 | 베쓰카이정의 기후 | 베쓰카이정의 기후 | 베쓰카이정의 기후 | 베쓰카이정의 기후 | 베쓰카이정의 기후 | 베쓰카이정의 기후 | 베쓰카이정의 기후 | 베쓰카이정의 기후 |
| 월                                                           | 1월               | 2월               | 3월               | 4월               | 5월               | 6월               | 7월               | 8월               | 9월               | 10월              | 11월              | 12월              | 연간              |
| ------------------------------------------------------------ | ----------------- | ----------------- | ----------------- | ----------------- | ----------------- | ----------------- | ----------------- | ----------------- | ----------------- | ----------------- | ----------------- | ----------------- | ----------------- |
| 역대 최고 기온 °C (°F)                                       | 8.4 (47.1)        | 9.9 (49.8)        | 16.3 (61.3)       | 27.3 (81.1)       | 36.6 (97.9)       | 34.7 (94.5)       | 35.1 (95.2)       | 35.4 (95.7)       | 31.9 (89.4)       | 25.5 (77.9)       | 21.0 (69.8)       | 14.2 (57.6)       | 36.6 (97.9)       |
| 일평균 최고 기온 °C (°F)                                     | −1.2 (29.8)       | −0.9 (30.4)       | 3.0 (37.4)        | 9.3 (48.7)        | 14.9 (58.8)       | 17.8 (64.0)       | 21.2 (70.2)       | 22.8 (73.0)       | 20.7 (69.3)       | 15.5 (59.9)       | 8.7 (47.7)        | 1.6 (34.9)        | 11.1 (52.0)       |
| 일일 평균 기온 °C (°F)                                       | −6.7 (19.9)       | −6.5 (20.3)       | −1.9 (28.6)       | 3.6 (38.5)        | 8.7 (47.7)        | 12.3 (54.1)       | 16.2 (61.2)       | 18.1 (64.6)       | 15.4 (59.7)       | 9.5 (49.1)        | 2.9 (37.2)        | −3.8 (25.2)       | 5.6 (42.2)        |
| 일평균 최저 기온 °C (°F)                                     | −13.6 (7.5)       | −13.8 (7.2)       | −7.7 (18.1)       | −1.8 (28.8)       | 3.1 (37.6)        | 7.9 (46.2)        | 12.4 (54.3)       | 14.3 (57.7)       | 10.5 (50.9)       | 3.3 (37.9)        | −3.2 (26.2)       | −10.1 (13.8)      | 0.1 (32.2)        |
| 역대 최저 기온 °C (°F)                                       | −31.3 (−24.3)     | −33.7 (−28.7)     | −25.4 (−13.7)     | −14.2 (6.4)       | −6.0 (21.2)       | −2.7 (27.1)       | 1.8 (35.2)        | 4.1 (39.4)        | −0.7 (30.7)       | −7.0 (19.4)       | −15.6 (3.9)       | −23.8 (−10.8)     | −33.7 (−28.7)     |
| 평균 강수량 mm (인치)                                        | 38.2 (1.50)       | 27.4 (1.08)       | 55.2 (2.17)       | 79.0 (3.11)       | 107.2 (4.22)      | 111.4 (4.39)      | 121.9 (4.80)      | 154.9 (6.10)      | 184.2 (7.25)      | 125.9 (4.96)      | 79.0 (3.11)       | 63.8 (2.51)       | 1,148 (45.20)     |
| 평균 강설량 cm (인치)                                        | 84 (33)           | 72 (28)           | 75 (30)           | 26 (10)           | 1 (0.4)           | 0 (0)             | 0 (0)             | 0 (0)             | 0 (0)             | 0 (0)             | 11 (4.3)          | 66 (26)           | 330 (130)         |
| 평균 강수일수 (≥ 1.0 mm)                                     | 6.4               | 5.0               | 7.8               | 9.0               | 10.7              | 9.7               | 11.1              | 12.1              | 11.6              | 9.4               | 8.7               | 7.9               | 109.4             |
| 평균 강설일수 (≥ 3 cm)                                       | 10.1              | 8.2               | 8.6               | 3.2               | 0.2               | 0                 | 0                 | 0                 | 0                 | 0                 | 1.4               | 7.6               | 39.3              |
| 평균 월간 일조시간                                           | 146.3             | 150.4             | 181.3             | 163.6             | 165.8             | 132.0             | 108.6             | 117.4             | 138.2             | 158.0             | 148.7             | 143.7             | 1,756             |
| 출처: 일본 기상청 (평년값: 1991년~2020년, 극값: 1977년~현재) |                   |                   |                   |                   |                   |                   |                   |                   |                   |                   |                   |                   |                   |